# ハーレック
ハーレックまたはハーレフ（Harlech）は、ウェールズ北西部のトレマドック湾の海岸保養地として知られる自治体。

## 歴史
- 13世紀のイングランド王エドワード1世によるウェールズ遠征の際にハーレック城（ハーレフ城）がカーナーヴォン城に先行して築城された。

## 参考資料
- 「大辞泉」小学館